# Maubuisson
Opactwo Maubuisson (fr. L'abbaye Notre-Dame-La-Royale dite de Maubuisson) – opactwo założone przez Blankę Kastylijską w 1236 r. w pobliżu miejscowości Pontoise we Francji.
Pierwotnie miało spełniać trzy odmienne role, jako:
- miejsce spotkań dla młodych dziewcząt, pochodzących z wysokiej szlachty,
- rezydencja królewska,
- królewska nekropolia.

## Historia
We wrześniu 1307 roku król Filip IV Piękny, na spotkaniu ze swymi doradcami w opactwie Maubuisson opracował ostateczny plan uderzenia w Zakon Templariuszy. 
Do urzędników królewskich została wysłana tajna instrukcja, dotycząca szczegółów aresztowania i przesłuchiwania templariuszy oraz przejmowania przez administratorów dóbr zakonnych.
Podczas rewolucji francuskiej, utworzono w nim szpital wojskowy.
Obecnie na terenie opactwa organizowane są wystawy sztuki współczesnej.